# Liophis jaegeri
Liophis jaegeri este o specie de șerpi din genul Liophis, familia Colubridae, descrisă de Günther 1858. A fost clasificată de IUCN ca specie cu risc scăzut.

## Subspecii
Această specie cuprinde următoarele subspecii:
- L. j. coralliventris
- L. j. jaegeri